# Antoine Houbrechts
Antoon Houbrechts (Tongeren, Limburg, 6 de septiembre de 1943) fue un ciclista belga, profesional entre 1966 y 1981. Durante su carrera deportiva destacan las victorias en la general de la Vuelta a Portugal de 1967 y la Tirreno-Adriático de 1970. Su última gran victoria fue una etapa a la Volta a Cataluña de 1978.

## Palmarés
| 1964 - 1 etapa en la Vuelta a Lieja 1965 - Helchteren - Machelen - 1 etapa en la Vuelta a Portugal 1966 - Huldenberg - Assent 1967 - Vuelta a Portugal, más dos etapas - Beveren-Waas - Roulers 1968 - Vuelta a Andalucía - Omloop van de Vlasstreek 1969 - Campeonato de Brabant 1970 - Tirreno-Adriático - Tour de Valonia - Zomergem - 1 etapa al Giro de Cerdeña | 1971 - Tour de Umbría 1972 - Nokere Koerse - Copa Sabatini - 1 etapa en el Giro de Cerdeña 1973 - Grande Pulse Unión de Dortmund - 1 etapa en la Vuelta a Mallorca 1974 - Houtem-Vilvoorde 1976 - Nieuwekerken-Waas 1977 - Stal-Koersel 1978 - Zottegem-Strijpen - Rummen - Tienen - 1 etapa en la Volta a Cataluña |

## Resultados

### Grandes Vueltas y Campeonatos del Mundo
Durante su carrera deportiva ha conseguido los siguientes puestos en las Grandes Vueltas y en los Campeonatos del Mundo en carretera:
| Carrera         | 1966 | 1967 | 1968 | 1969 | 1970 | 1971 | 1972 | 1973 | 1974 | 1975 | 1976 | 1977 | 1978 | 1979 |
| --------------- | ---- | ---- | ---- | ---- | ---- | ---- | ---- | ---- | ---- | ---- | ---- | ---- | ---- | ---- |
| Giro de Italia  | 52.º | -    | -    | -    | 20.º | 8.º  | 15.º | -    | 13.º | 25.º | 15.º | 29.º | -    | -    |
| Tour de Francia | -    | -    | 16.º | -    | 8.º  | -    | 13.º | 16.º | -    | 24.º | -    | -    | -    | -    |
| Vuelta a España | -    | -    | -    | -    | -    | -    | -    | -    | -    | -    | -    | -    | -    | -    |
| Mundial en Ruta | -    | -    | -    | -    | -    | -    | -    | -    | -    | -    | -    | -    | -    | -    |